# 瓦尼诺

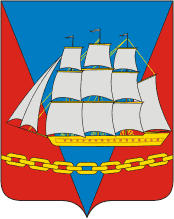
徽章

瓦尼诺（俄语：Ванино）是俄罗斯的市级镇、哈巴罗夫斯克边疆区瓦尼诺区行政中心，太平洋沿岸（鞑靼海峡）港口。

## 历史
瓦宁深水湾（为纪念军事地形学家亚基姆·柯列缅季耶维奇·瓦宁（Иаким Клементьевич Ванин）而命名）开辟于1853年5月。由于对鞑靼斯坦湾的勘查研究而于1876年最早出现在俄罗斯海事地图上。
人口定居的历史是随着季什金（Тишкин）木业的出现而开始于1907年，由此定居点最初的名称为季什金。
海湾的开发始于1939年，当时只有一个企业—林场。此时的瓦尼诺和鞑靼海峡其他的所有地方一样隶属于滨海边疆区苏维埃区（即后来的苏维埃港）。
1943年5月21日苏联国防委员会颁发关于修建从阿穆尔共青城到苏维埃港与瓦宁湾海港铁路的命令。
港口正式官方的成立日期为1943年10月18日。同一天远东海洋航运公司（Дальневосточное морское пароходство）把瓦尼诺港确定为编制日程表中的一站。

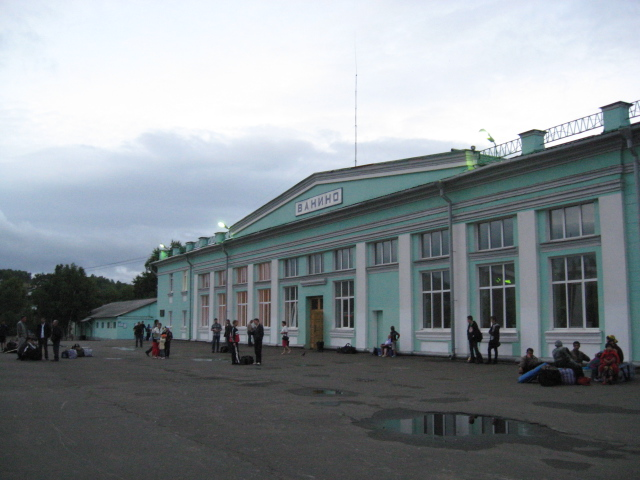
火车站

早在1944年4月第一个码头就已经投入运营，1945年7月10日从阿穆尔共青城开来的第一列火车驶达瓦宁湾。在筑路的过程中囚犯，基建工程营的士兵，还有大约5万名战俘都起了巨大的作用。并在居民区开设了火车站，现名为《瓦尼诺火车站》。
瓦尼诺港的作用在1946年夏天之后得到显著的提高，当时在纳霍德卡的港口设施由于《远东建设》（Дальстрой）号轮船发生爆炸而损毁（1946年6月24日）。
瓦尼诺港与瓦尼诺罪犯押解中转站（Ванинский транзитно-пересыльный лагерь）成为押解囚犯中转换乘，随后发往远东东北科雷马地区的中转站。在瓦尼诺港站出现了过量的囚犯用轮船被发往远东建设团（трест «Дальстрой»）的行政中心马加丹。从瓦尼诺经过的囚犯的准确数量无从可知，但根据估算不少于两百万人。
到1985年为止托基村（Токи）也加入到这些居民点的范围当中。

## 地理与气候
位于瓦宁湾（鞑靼海峡）沿岸，距哈巴罗夫斯克（即原中国的“伯力”）608千米，距苏维埃港市32千米，通过贝阿铁路与阿穆尔河畔共青城连结（在境内有两站：瓦尼诺站与瓦尼诺海港站），有在建的利多加（Лидога）-瓦尼诺-苏维埃港公路线接入边疆区公路网。
温带季风气候，冬季温和多雪，夏季凉爽多雨。

## 港口
瓦尼诺港是哈巴罗夫斯克边疆区最大的交通枢纽。位于鞑靼海峡瓦宁湾西北与贝阿铁路终端。港内全年通航，在冬季海湾结冰时（1月至3月），船舶可借助破冰船的帮助仍能实现通航。
在贸易港中有22个货物码头，总长度超过3千米。他们组成了第四大的货物运转中心与石油集散地。
瓦尼诺港 -- 通过铁路，海运与公路线连接成一个交通枢纽。通过瓦尼诺港可以把俄罗斯东北部的货物运往日本，南韩，中国，澳大利亚，美国与其它亚太地区的国家。有利的地理位置使瓦尼诺港成为那些通过贝阿铁路与西伯利亚铁路线从西部运送过来的货物最近的出海口。
石油集散地包括3个码头。总储油量为20万立方米，其中12万方重油，8万方轻油。运载产能达到3百万吨/年。
港口船队有超过20条各类用途的船舶，包括拖轮，润滑油加油船，两艘自动推进与两艘非自动推进平底驳船，油轮-供油船，石油垃圾收集船，两艘客艇。
港口同时服务于瓦尼诺铁路火车站。
2005年港口的运货量为630万吨。主要货物为木材与锯材，有色金属与黑色金属，集装箱，矿石与煤炭。

## 友好城市
- 韩国丽水市
- 日本石狩市